# Tenuipalpus auriculatae
Tenuipalpus auriculatae är en spindeldjursart som beskrevs av Meyer 1979. Tenuipalpus auriculatae ingår i släktet Tenuipalpus och familjen Tenuipalpidae. Inga underarter finns listade i Catalogue of Life.